# 2025年2月米露首脳会談

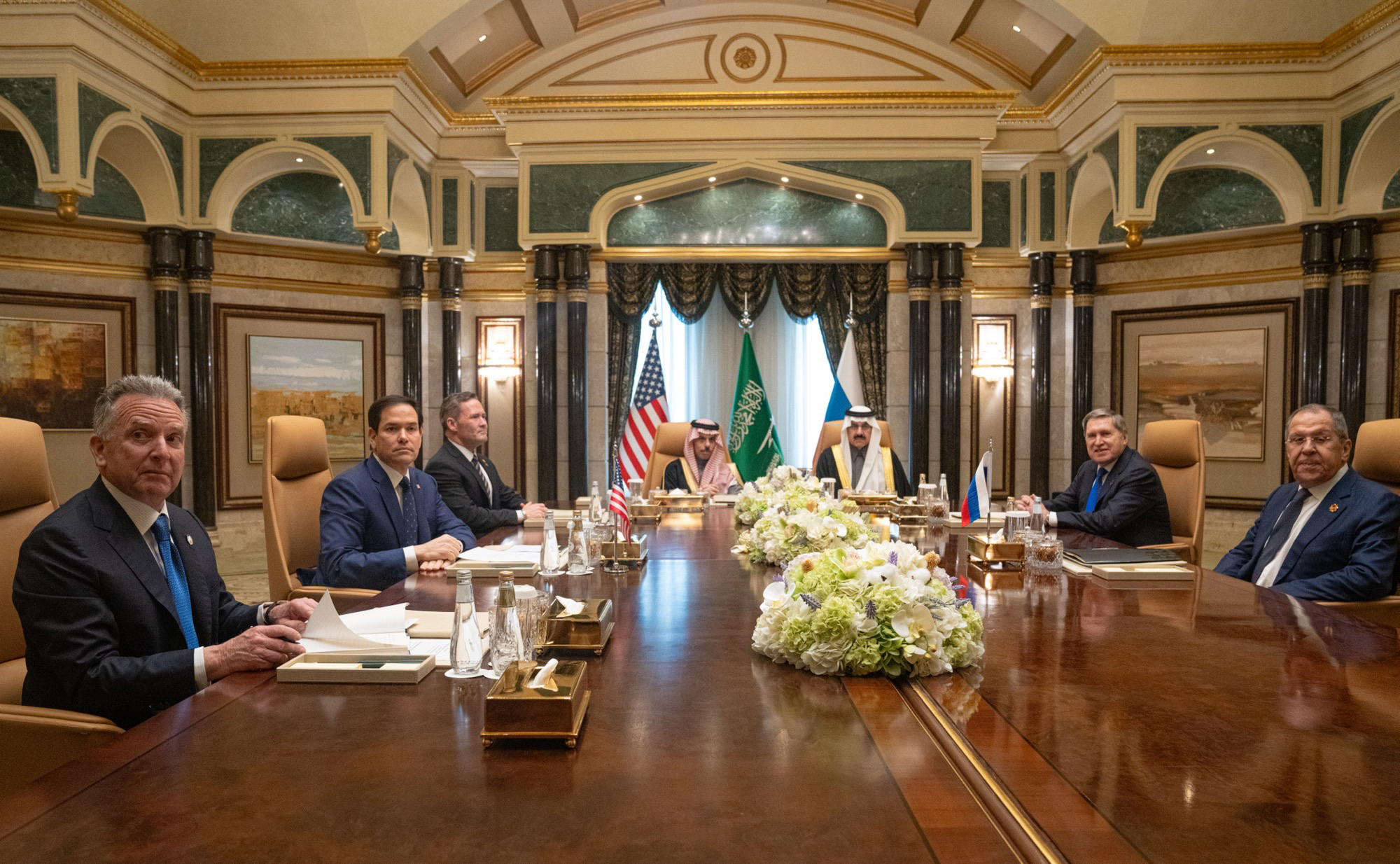
米露双代表団が2025年2月18日にリヤドで会談を実施し、両国の関係改善とウクライナ侵攻の終結について話し合った

2025年2月18日、マルコ・ルビオら3人から成るアメリカ合衆国代表団とセルゲイ・ラブロフら2人から成るロシア代表団がサウジアラビアのリヤドで会談し、ロシアとアメリカの関係改善と2022年ロシアのウクライナ侵攻終結の段取りについて話し合った。ウクライナ情勢が主な議題であるにもかかわらず、ウクライナやヨーロッパ諸国の代表団は会談に参加できなかった。ウクライナは会談に招待されなかったことから後々提示されると予想される交渉の内容に懸念していた。しかしドナルド・トランプ米大統領はウクライナの懸念を一蹴し、戦争を始めたのはウクライナのせいだと発言した。リヤドで行われた首脳会談は、ロシアが2022年2月にウクライナに侵攻して以来、米露間で最も大規模な外交上の会談となった。

## 背景
この首脳会談は、ドナルド・トランプが2025年2月12日にロシアのウラジーミル・プーチン大統領と電話会談を行い、ウクライナ侵攻を終結させるための交渉を開始することで合意してから1週間も経たないうちに行われた。会談の前日、欧州の首脳数人がパリで会合を開き、ウクライナ紛争について話し合った。首脳会談開催時点では、ロシア軍はウクライナ南東部で徐々に戦果を挙げていたが、ウクライナ軍はスジャ周辺など、ロシア領の一部をまだ占領していた。トランプ大統領は以前、大統領になった場合ウクライナ侵攻を24時間以内に終結させると誓っていたが、後にこの公約を撤回し、政権の新たな目標は就任後100日以内に戦争を終結させることだと述べた。この会談は、2025年ミュンヘン安全保障会議が閉幕したわずか2日後に開催された。因みに安全保障会議でJ・D・ヴァンス米副大統領はヨーロッパ情勢に関していくつかの物議を醸す発言を行い（「ドイツの極右政党に対する独主要政党の包囲網」を批判するなど）、ヨーロッパに対するロシアの脅威を軽視した。
2025年2月16日、マルコ・ルビオ国務長官は、ウクライナとヨーロッパは将来的に戦争を終わらせるための「真の交渉」に加わるだろうと述べた。トランプ大統領は同日、ウクライナのゼレンスキー大統領を和平交渉に「参加させる」と述べた。

## 米露首脳会談
この首脳会談は、アメリカの「対露政策の大転換」を表すものと受け取られた。トランプはそれまでのウクライナ侵攻の和平交渉について批判し、「ウクライナには非常に失望している」と述べ、「貴国（ウクライナ）は3年間もそこにいたんだ。3年前に終わらせるべきだったんだ。始めるべきではなかったんだ。貴国は合意を結べたはずなのに。」と述べた。その後、トランプはロシアから先に侵攻を開始したことを認めたが、アメリカ合衆国がロシアの攻撃を許してはいけなかったとも述べた。会談はサウジアラビアのリヤドにあるディルイーヤで開催された。アメリカ合衆国のマルコ・ルビオ国務長官とロシアのセルゲイ・ラブロフ外務大臣が、それぞれ代表団を率いた。アメリカ側は、マルコ・ルビオ、スティーブ・ウィトコフ、マイケル・ウォルツが出席し、ロシア側からはラブロフの他ユーリ・ウシャコフが出席した。
その前日、数人のヨーロッパ諸国高官がパリで会合を開き、ウクライナ侵攻と最近のアメリカの外交政策の転換について話し合い、ウクライナに平和維持軍を派遣することなどが提案された。これについてセルゲイ・ラブロフは会談中に、NATOのウクライナに対する平和維持軍派遣案について、「NATOの勢力拡大やウクライナの吸収は、ロシア連邦の権益に対する直接的な脅威である」と述べた。両国はまた、互いの大使館員の人数を戦争前の状態まで復活させることにも合意した。
クレムリンのドミトリー・ペスコフ報道官は、2月末までに再度会談が行われる可能性があると述べたが、これは結局実現しなかった。マルコ・ルビオ国務長官は、トランプとプーチンが会談を行う可能性については、「ウクライナ侵攻の和平交渉で進展があるかどうかに大きく左右される」と述べた。

## 反応

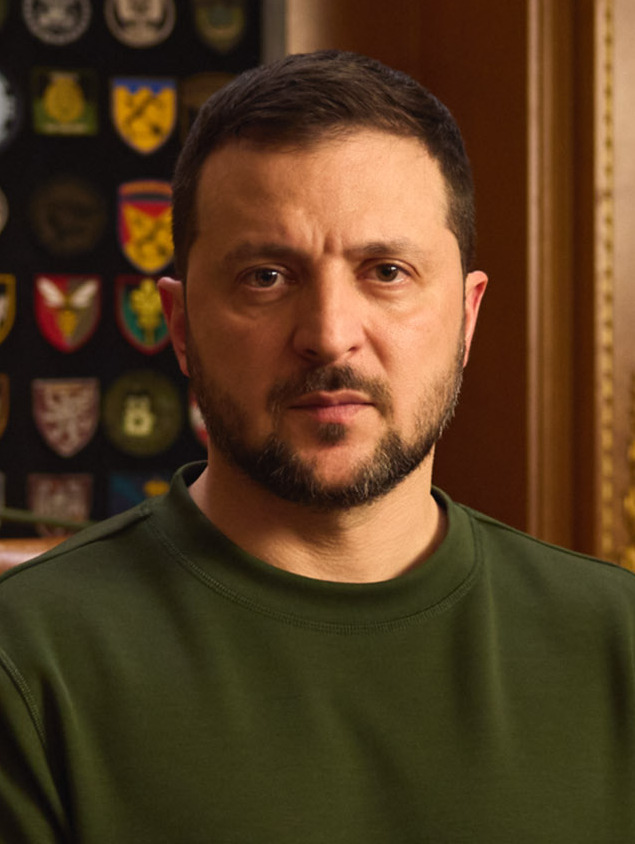
ウクライナのウォロディミル・ゼレンスキー大統領。当事国ながら会談に参加できなかった。

- ウクライナ: リヤドでの会談にウクライナが招待されなかったことを受け、ウクライナのウォロディミル・ゼレンスキー大統領は予定していたサウジアラビア訪問をキャンセルした[2]。ゼレンスキーはまた、ウクライナの意見がなければいかなる交渉も受け入れないと述べている[22]。会談後、トランプがゼレンスキーを「独裁者」と呼び、ゼレンスキーがトランプを「偽情報バブルの中にいる」と発言したことから、首脳会談はゼレンスキーとトランプの関係を急激に悪化させることになった[23]。

- アメリカ: マルコ・ルビオ国務長官によれば、トランプ大統領はロシアが本気で戦争を終わらせようとしているのかどうかを知りたがっており、「（和平に向けた）唯一の方法はロシアを試すことだ。基本的に彼らと関わり、『貴国の要求は何ですか？』『公的な要求と私的な要求は異なりますか？』、こう尋ねることだ。」と述べた[21]。

- イギリス: 2025年2月19日、キア・スターマー首相はゼレンスキー大統領と電話で会談し、「第二次世界大戦中にイギリスが行ったように、戦時中に選挙を停止することは完全に合理的だ」と述べた。また、スターマー首相は「ロシアによる将来の再侵攻を抑止し、ウクライナに恒久的な平和をもたらすためのアメリカ主導の努力を改めて支持する」と述べた[24]。スターマーはその後、2月22日にゼレンスキーと2回目の電話会談を行った後、ドナルド・トランプとの和平交渉でウクライナを支持し、「ウクライナの主権を守ることがロシアからの将来の侵略を抑止するために不可欠」だと述べた[25]。

- ポーランド: ラドスワフ・シコルスキ（英語版）外務大臣は会談後、ポーランドはウクライナへの支援を最大化し、ロシアとベラルーシに対するEUによる制裁を強化すると述べた[26]。

- フィンランド: エリナ・ヴァルトネン（英語版）外務大臣は2025年2月21日、「ウクライナの平和は公正で永続的なものでなければならない。ヨーロッパはウクライナを支援する上で主導的な役割を果たさなければならない。ウクライナが可能な限り強力な立場で交渉できるよう、我々は支援を続けなければならない。ウクライナ抜きでウクライナに関する交渉はできないし、欧州抜きで欧州に関する交渉はできない」と述べた[27]。

- エストニア: 欧州安全保障協力機構（OSCE）冬季会合エストニア代表団のマティ・レイドマ（英語版）団長は、「世界の勢力均衡は目の前で変化している」とし、「エストニアはあらゆる方法でウクライナと全面的に連帯しなければならない」と述べた[28]。

- ドイツ: アンナレーナ・ベアボック外相は会談について、「ロシアに新たな攻勢の準備のための猶予を与えるだけの見せかけの和平は、ウクライナにもヨーロッパにもアメリカにも、誰のためにもならない」とし、「われわれ（ドイツ）も、好むと好まざるとにかかわらず、ウクライナへの二国間支援をさらに増やし、必要な予算上の決断を下す必要がある」と述べた[29]。

- ラトビア: ラトビア国会のダイガ・ミエリニャ（ラトビア語版）議長は、リトアニアのギンタウタス・パルツカス首相との会談で、ウクライナは和平交渉に参加する必要があり、「欧州の安全保障はウクライナの安全保障と切っても切り離せない。我々がより強く、団結し、そして柔軟的思考であればあるほど、より良く我々自身の安全を守ることができる」と述べた。会談ではまた、バルト三国が最近BRELLエネルギー協定（英語版）から離脱したことについても話し合われた[30]。